# 結晶 (中西圭三のアルバム)
『結晶』（けっしょう）は、2002年11月13日にユニバーサルミュージックから発売された中西圭三通算11枚目のスタジオ・アルバム。

## 解説
1999年12月の『Sunshine Groove』以来、2枚のベスト・アルバムの発売、レコード会社移籍を経て、実に3年ぶりとなるアルバム。
中西圭三作詞・作曲による1曲目「時よ」と11曲目「Here We Are」を除いた9曲はカバー曲となっている。

## 収録曲
編曲：佐橋佳幸（1）有賀啓雄（2.5.6.7.11）斉藤恒芳（3.8.10）中村タイチ（4.9）
1. 時よ　3:24
2. 「人間の証明」 のテーマ　4:07
3. 時の過ぎゆくままに　4:21
4. 冬のリヴィエラ　4:54
5. 片想い　4:17
6. 時の流れに身をまかせ　4:22
7. ガラス越しに消えた夏　4:28
8. 俺たちの旅　4:18
9. 時代　5:07
10. さよならの向う側　5:31
11. Here We Are　6:01

## スタッフ
- Produced by：中西圭三
- Co-Produced by：大越王夫（UNIVERSAL J）
- Reeorded & Mixed by：佐藤康夫（大倉エンタープライズ）
- Mixed at Pro Studio
- Recorded at Pro Studio, ビクター青山スタジオ, 音響ハウス, 鯛スタジオ, アートワークスタジオ
- Assistant Engineers：高桑秋朝（ビクター青山スタジオ）, 菅原秦史（鯛スタジオ）, 成瀬達仁（音響ハウス）, 福田加奈子（アートワークスタジオ）
- Mastering Engineer：小鐵徹（JVC MASTERING CENTER）
- Promotion：武藤好美（UNIVERSAL J）, 内山幸彦（フォウキャスト）
- Marketing：本名瀬勝康（UNIVERSAL MUSIC）
- Artwork Coordination：岩崎直子（UNIVERSAL MUSIC）
- Art Direction & Design：平澤一成（Highway Graphics）
- Artist Photo：谷口尋彦（D-Cord）
- Styling：Takao（angle）
- Hair & Make Up：青木聡（Sashu）
- Management：竹内敦子（SUNGET inc.）
- Executive Producers：北村篤識（UNIVERSAL J） , 高木晃（SUNGET inc.）